# Ендру Канингам
Ендру Браун Канингам (енгл. Andrew Browne Cunningham, 1st Viscount Cunningham of Hyndhope; Даблин, 7. јануар 1883 — Лондон, 12. јун 1963) је био британски адмирал у Другом светском рату, чије су трупе извојевале победе у медитеранским биткама као што су напад на Таранто или битка код рта Матапан 1940. и1941. Био је старији брат генерала Алана Канингама.